# Calvaire de la Croix-de-Gohazé
Pour les articles homonymes, voir Calvaire de la Croix.
Le calvaire de la Croix-de-Cohazé, est situé au lieu-dit « Gohazé » dans la commune de  Saint-Thuriau dans le Morbihan.

## Historique
Le croix monumentale du calvaire de la Croix-de-Gohazé fait l’objet d’une inscription au titre des monuments historiques depuis le 8 mai 1933.